# Heleen Sancisi-Weerdenburg
Helena Wilhelmina Agatha Maria Sancisi-Weerdenburg (Haarlem, 23 mei 1944 – Utrecht, 28 mei 2000) was een Nederlands hoogleraar oude geschiedenis, gespecialiseerd in de klassieke Griekse en Achaemenidische geschiedenis.

## Biografie
Sancisi-Weerdenburg studeerde klassieke geschiedenis aan de Universiteit Leiden en studeerde in 1967 af onder supervisie van hoogleraar Wim den Boer, een specialist in Griekse geschiedenis. Voor haar doctoraal proefschrift begon ze aan de enorme taak – die uitgroeide tot een langdurig thema – om de geschiedenis van het Achaemenidische Koninkrijk te reconstrueren uit de literatuur.
Om dit realiseren moest ze eerst bekend raken met Oudperzisch en studeerde ze Iraanse archeologie onder Louis Vanden Berghe in Gent. In 1980 promoveerde ze in Oude geschiedenis en archeologie aan de Universiteit Leiden op het proefschrift: "Yauna en Persai. Grieken en Perzen in een ander perspectief."
Van 1975 tot 1989 doceerde ze aan de Rijksuniversiteit Groningen voordat ze in 1990 gewoon hoogleraar oude geschiedenis werd aan de Universiteit Utrecht. In Nederland groeide ze uit tot een autoriteit in de studie van Oud-Perzië en Archaïsch Griekenland. Heleen Sancisi-Weerdenburg overleed op 56-jarige leeftijd aan de gevolgen van kanker.
- Bibliothèque nationale de France: cb12022145k (data)
- Gemeinsame Normdatei: 128670142
- International Standard Name Identifier: 0000 0000 8339 6602
- Library of Congress Control Number: n82160758
- Nationale Bibliotheek van Israël: 987007267578805171
- Nederlandse Thesaurus van Auteursnamen: 068523904
- LIBRIS: 225633
- Système universitaire de documentation: 028373103
- Virtual International Authority File: 19690703
- WorldCat: E39PBJfCwQWgCV4VQmbvJ3KWXd